# Élections sénatoriales américaines de 2000
En 2000, les élections au Sénat des États-Unis ont eu lieu le 7 novembre en même temps que les gouvernatoriales et législatives. Le Sénat américain est renouvelé par tiers, tous les deux ans. Trente-trois sièges sont renouvelés en 2002, sur les cent que compte la chambre haute. Le mandat des sénateurs est de six ans,

## Résultats
Résultats des élections du 7 novembre de la Chambre des représentants des États-Unis
| Partis | Partis            | Sièges | Sièges | Sièges | Sièges     | vote populaire | vote populaire | vote populaire |
| ------ | ----------------- | ------ | ------ | ------ | ---------- | -------------- | -------------- | -------------- |
| Partis | Partis            | 1998   | 2000   | +/-    | Voix       | %              | +/-            |                |
|        | Parti démocrate   | 46     | 50     | 4      | 36 780 875 | 47,04          | 2,5            |                |
|        | Parti républicain | 54     | 50     | 4      | 36 725 431 | 46,96          | 0,2            |                |
|        | Parti libertarien | 0      | 0      | =      | 1 036 684  | 1,33           | -              |                |
|        | Parti vert        | 0      | 0      | =      | 652 329    | 0,83           | -              |                |
|        | Indépendant       | 0      | 0      | =      | 365 614    | 0,47           | -              |                |
| Total  | Total             | 100    | 100    | =      | 78 191 797 | '100           | =              |                |